# Bank Hapoalim B.M.
Bank Hapoalim (ebraico: בנק הפועלים; lett. La banca dei lavoratori) è una delle più grandi banche in Israele, fondata nel 1921. La banca offre un'ampia gamma di servizi finanziari a clienti retail, corporate e istituzionali, con particolare attenzione ai servizi bancari al dettaglio. Gestisce una rete di oltre 250 filiali e uffici in Israele e all'estero. Bank Hapoalim è un protagonista di primo piano nel settore bancario israeliano, con una quota di mercato significativa.
La società è quotata alla Borsa di Tel Aviv con il simbolo POLI e fa parte dell'indice Tel Aviv 35.

## Storia
La banca è stata fondata nel 1921 dall'Histadrut, dal congresso sindacale israeliano (lett. "Federazione generale dei lavoratori nella terra di Israele") e dall'Organizzazione sionista.
È stata di proprietà dell'Histadrut fino al 1983, quando è stata nazionalizzata in seguito alla crisi delle azioni bancarie. La banca è stata controllata dal governo israeliano fino al 1996, quando è stata venduta a un gruppo di investitori guidati da Ted Arison.
Nel novembre 2006 la banca ha avviato operazioni in Turchia. Il 23 ottobre 2007, secondo i risultati dell'indagine annuale della rivista economica Global Finance, Bank Hapoalim è stata insignita del titolo di "Best Bank in Israel" tra le banche che operano nei mercati emergenti.
Il 21 novembre 2007, Bank Hapoalim ha raggiunto un accordo per l'acquisizione della Demir Kazakhstan Bank (DKB) del Kazakistan. Questa è la prima banca in Kazakistan e in Asia centrale a passare sotto il controllo di una banca israeliana. L'investimento in DKB è di circa 70 milioni di dollari, di cui 56 milioni di dollari pagati ai venditori e 14 milioni di dollari utilizzati per aumentare il capitale della banca a 40 milioni di dollari.
Il 17 luglio 2008, la banca ha deciso di rilevare in Russia il 78% delle azioni della SDM-Bank per 111 milioni di dollari, ma sei mesi più tardi, il 19 gennaio 2009 Bank Hapoalim ha rifiutato di acquisire la banca russa. La ragione del fallimento dell'accordo è stato il blocco imposto dalla Banca centrale d'Israele, scrive il Wall Street Journal: l'acquisizione era inopportuna nel contesto del rallentamento dell'economia russa e della crisi finanziaria globale.
La banca ha comunque realizzato una presenza significativa nei mercati finanziari globali. In Israele, ha oltre 600 sportelli bancomat (sportelli automatici), 250 filiali bancarie, 7 centri commerciali regionali, 22 filiali commerciali e sportelli industriali per i principali clienti aziendali. Alla fine del 2015, la banca contava 11.930 dipendenti in tutto il mondo. È controllata da Arison Holdings, di proprietà di Shari Arison. Arison Holdings possiede un totale del 15,74% della banca. Nel 2017, Shari Arison ha venduto il 10% della sua partecipazione nella banca Hapoalim a investitori americani.

Il logo della banca negli anni '90

Il logo dal 1998 al settembre 2001

Entro il 2020 quasi tutte le attività estere sono state però ridotte, in particolare nel 2017 è iniziata la liquidazione di una filiale che fornisce servizi di private banking in Svizzera e nel 2020 è stata venduta una partecipazione nella banca turca Positif. Nel 2021, la banca ha registrato un utile netto di 915 milioni di shekel (267 milioni di dollari) nel quarto trimestre 2020, rispetto a una perdita netta di 629 milioni di shekel nel quarto trimestre 2019. Il portafoglio di crediti dell'istituto bancario è così cresciuto, la banca è entrata nel settore dei portafogli digitali e ha stretto accordi accordi con banche in Bahrain e negli Emirati Arabi Uniti. La banca gestisce diverse filiali internazionali: nella City di Londra e Poalim Asset Management (UK) Limited; negli Stati Uniti (New York City, California e Miami) e in Canada; BHI Private Banking, Switzerland Bank Hapoalim (Switzerland) Ltd., Zurigo, Ginevra, Lussemburgo, Sud America e Isole Cayman.
Nel 2023, la banca ha realizzato un utile netto record di 6,5 miliardi di NIS (1,82 miliardi di dollari) per il 2022, in aumento del 33% rispetto all'anno precedente, grazie all'aumento dei tassi di interesse e all'aumento dell'inflazione.

### Coinvolgimento negli insediamenti israeliani
Nel gennaio 2014, Danske Bank e il fondo pensione olandese PGGM hanno inserito nella lista nera Bank Hapoalim per il suo coinvolgimento nel finanziamento degli insediamenti nei territori palestinesi. Sempre nello stesso anno le autorità statunitensi hanno condannato la decisione della Danske Bank di boicottare la Bank Hapoalim, che operava in Cisgiordania durante l'occupazione israeliana.
Nell'ottobre 2017, la società pensionistica danese Sampension ha vietato gli investimenti in Hapoalim insieme ad altre tre società che operano negli insediamenti illegali israeliani in Cisgiordania, tra cui Bank Leumi, la società di telecomunicazioni israeliana Bezeq e la società tedesca Heidelberg Cement. 
Il 12 febbraio 2020, le Nazioni Unite hanno pubblicato un database di 112 aziende che contribuiscono a promuovere l'attività di insediamento israeliano in Cisgiordania, compresa Gerusalemme Est, e nelle alture del Golan occupate. Questi insediamenti sono considerati illegali secondo il diritto internazionale. Bank Hapoalim è stata inserita nella banca dati per la sua "fornitura di servizi e servizi pubblici a sostegno del mantenimento e dell'esistenza degli insediamenti" e per le "operazioni bancarie e finanziarie che aiutano a sviluppare, espandere o mantenere gli insediamenti e le loro attività" in questi territori occupati. 
Il 5 luglio 2021, il più grande fondo pensione norvegese, KLP, ha dichiarato che avrebbe disinvestito da Bank Hapoalim insieme ad altre 15 entità commerciali implicate nel rapporto delle Nazioni Unite per i loro legami con gli insediamenti israeliani nella Cisgiordania occupata. 

### Multa per evasione fiscale
Nel maggio 2020 Bank Hapoalim è stata sanzionata dalle autorità statunitensi per aver effettuato operazioni di evasione fiscale per circa 7,6 miliardi di dollari attraverso una filiale svizzera tra il 2002 e il 2014. La banca è stata multata per 874 milioni di dollari dal tribunale federale di Manhattan. La banca è stata anche multata di altri 30 milioni di dollari per riciclaggio di tangenti per conto di funzionari della Federazione internazionale di calcio FIFA.  Per quasi cinque anni, dipendenti della banca avevano utilizzato il sistema finanziario statunitense per riciclare 20 milioni di dollari per "rappresentanti del calcio corrotti in diversi paesi". La filiale Hapoalim di Miami aveva utilizzato i fondi riciclati tra il 2010 e il 2015. Provenivano da funzionari del marketing sportivo che lavoravano per la società argentina "Full Play Group". Sono stati usati per corrompere i rappresentanti della FIFA, che in cambio hanno assegnato redditizi diritti di trasmissione per la Copa America.